# 楠孝志
楠 孝志（くすのき たかし、1947年2月25日 - ）は、北海道沙流郡平取町出身の元騎手・調教助手。

## 経歴
1969年3月に騎手免許を取得し、同期の須貝四郎と共に阪神・橋田俊三厩舎からデビュー。須貝以外の同期には田村正光・上野（伊藤）清章・内田国夫・中島敏文・西浦勝一がいる。初騎乗は同1日の中京第1競走4歳未勝利・マツヤイチ（17頭中11着） 、初勝利は同23日の阪神第7競走5歳以上障害・ミスコマツであった。
1年目は26勝（平地23勝, 障害3勝） を挙げて中央競馬関西放送記者クラブ賞を受賞し、2年目の1970年には俳優の津川雅彦が本名の「加藤雅彦」名義で所有していたアリオーンで博多ステークス（第6回金鯱賞）を制して重賞初制覇。
1973年からは平地の騎乗に専念し、1975年にはキヨリューズキで中京記念をナオキの3着に入った後、続く小倉大賞典も3着、暮れのCBC賞では2着に入る。
1976年から1980年には5年連続で2桁勝利を挙げ、1976年2月8日の京都第5競走4歳新馬・テマリーで通算100勝を達成。
1977年には小倉記念をベルで制して7年ぶりの重賞制覇を成し遂げ、秋には朝日チャレンジカップで後に天皇賞（秋）を制すホクトボーイの3着に入る。京都大賞典では道中で杉本清（当時・関西テレビアナウンサー）に「果たして、小倉のように、高らかにそのベルの音を鳴らすことができるか!」と実況されたが、有馬記念の壮行レースで63kgを背負ったテンポイントから遥か後方に離されながらも、5着と掲示板は何とか確保。ホクトボーイや1975年のビクトリアカップ優勝馬ヒダロマン、ヤマニンバリメラには先着できた。
1979年には師匠・橋田の死去により、荻野光男厩舎に移籍。橋田の長男である橋田満は、諏訪佐市厩舎に移るまでの1年間、橋田が調教内容を記したノートを参考に、楠や久保正樹調教助手らと相談しながら厩舎を運営した。楠は同年に自己最多の29勝（全国21位）をマークし、同年の阪神牝馬特別ではタイテエム産駒のシャークテイムでオークス馬アグネスレディーを抑えて2着に入る。1980年には中京で行われた京都記念（春）でリュウキコウ・ハシコトブキを抑えて3着、夏の函館記念では後に天皇賞（秋）を制すキョウエイプロミス・プリテイキャスト、ダービー馬ラッキールーラを抑えて2着に入った。
1980年夏の函館では二分久男厩舎のシンピローを13頭中11番人気ながら函館3歳ステークス制覇に導いて3年ぶりの重賞勝利を収め、11月22日の京都第11競走高雄特別・クニノエースで200勝を達成。
1984年には4年ぶりの2桁勝利となる14勝、3年後の1987年には諏訪佐市厩舎に移籍して12勝を挙げる。
1989年には橋田満厩舎に移籍し、1990年にはパッシングショットでCBC賞では食い下がるバンブーメモリーを4分の3馬身降し、同馬を重賞初制覇に導くと同時に自身10年ぶりの重賞制覇を挙げた。スワンステークスは2着に終わったが、マイペースで逃げ粘ったナルシスノワールに半馬身差まで迫った。マイルチャンピオンシップでは10番人気という低評価であったが、バンブーメモリーを差し切って初のGI制覇を果たした。管理調教師の橋田と共にGI初制覇を成し遂げたが、楠にとって最後の重賞制覇となった。スプリンターズステークスではバンブーメモリーと共に単枠指定され、小差の2番人気で迎えたが、致命的な出遅れのため、メンバー最速の上がり33秒6で追い込んだが8着に終わった。
1991年は中京で行われた報知杯4歳牝馬特別で岡潤一郎から乗り替わりのトーワディステニーに騎乗し、イソノルーブルの2着に入って桜花賞本番に駒を進めた。京都4歳特別ではタイコンチェルトで2着に入り、東京優駿では20頭中11番人気ながら、皐月賞2着馬シャコーグレイドに先着の7着と健闘。12月14日の中京第8競走4歳以上500万下・イナドタイガーで300勝を達成。
1992年は2月22日の小倉第6競走4歳以上500万下・ウィンザーモレノ、第10競走小石原特別・ブームレットで勝ち、1988年7月23日の札幌 以来3年半ぶりの1日2勝を挙げたが、この年はその日以降勝ち星を挙げることはなかった。
1993年は1月31日の小倉第5競走4歳新馬・パラディスバンブーが最後の勝利となり、2月27日に現役を引退。当日は小倉で3鞍に騎乗し、第3競走4歳未勝利で10頭中10番人気のスプリングスズカで2着に入って枠連、馬連万馬券の波乱を演出、第12競走4歳以上500万下・エイユーランサー（12頭中4着）が最終騎乗となった。
引退後は橋田厩舎の調教助手に転じ、サイレンススズカを手がけた。

## 騎手通算成績
| 通算成績 | 1着 | 2着 | 3着 | 4着以下 | 騎乗回数 | 勝率 | 連対率 |
| -------- | --- | --- | --- | ------- | -------- | ---- | ------ |
| 平地     | 299 | 346 | 360 | 2462    | 3467     | .086 | .186   |
| 障害     | 3   | 3   | 3   | 10      | 19       | .158 | .316   |
| 計       | 302 | 349 | 363 | 2472    | 3486     | .087 | .187   |

### 主な騎乗馬
※太字はGIレース。
- アリオーン（1970年博多ステークス (第6回金鯱賞)）
- ベル（1977年小倉記念）
- シンピロー（1980年函館3歳ステークス）
- パッシングショット（1990年CBC賞・マイルチャンピオンシップ）

その他
- タイテエム